# Cortenova
Cortenova (Cornöva in dialetto valsassinese) è un comune italiano di 1 167 abitanti della provincia di Lecco in Lombardia.
Nel dicembre del 2002 una frana ha causato numerosi danni distruggendo buona parte dell'abitato di Bindo. Dopo anni la frazione è rinata e la strada è stata ricollegata con una galleria riaprendo così al traffico nel 2009 la Strada Provinciale SP62.

## Geografia fisica
Posto sulla sponda sinistra del torrente Pioverna, sulle pendici della Grigna, nel cuore della Valsassina. Da qui parte la strada provinciale 65 che congiunge Parlasco e mette in comunicazione la Valsassina con la val d'Esino.

## Storia
Da Cortenova, in epoca romana, passava la via Spluga, strada romana che metteva in comunicazione Milano con Lindau passando dal passo dello Spluga.
Nel Liber notitiae, la località è attestata come Curtenouea.
La frazione di Prato San Pietro venne così descritta da Leonardo da Vinci nel suo Codice Atlantico:
(Leonardo da Vinci, Codice Atlantico)

### Simboli
Lo stemma e il gonfalone del Comune sono stati concessi con decreto del presidente della Repubblica del 13 giugno 2003.
(D.P.R. 13.06.2003)
La ruota dentata su fondo rosso ricorda le attività legate all'estrazione ed alla lavorazione del ferro; il fascio di spighe è simbolo dell'agricoltura e delle attività ad essa collegate che negli anni ha caratterizzato la parte pianeggiante della Valsassina.

## Monumenti e luoghi d'interesse

### Architetture religiose
Secondo quanto riportato da Goffredo da Bussero, nel Duecento a Cortenova si trovavano due chiese: una dedicata a sant'Ambrogio, collocata nei pressi del torrente Pioverna, e una intitolata a san Michele. In quel tempo, la chiesa di Sant'Ambrogio ospitava due altari: uno dedicato alla Madonna, l'altro a San Protaso. Tre secoli più tardi è invece attestata una chiesa sola, quella dei Santi Protaso e Gervasio, ricostruita lontano dal torrente in sostituzione di quella di Sant'Ambrogio su impulso del cardinale Federico Borromeo.

#### Chiesa dei santi Gervasio e Protasio
Già attestata nel XIII secolo, la chiesa fu riconsacrata nel 1628. In stile barocco, la chiesa conserva un affresco quattrocentesco in cui sono riportati la Vergine col Bambino tra i santi. un altare maggiore in marmo a forma di tempio (1779), una statua della Madonna del Rosario risalente al XVII secolo e arredi lignei coevi.

#### Oratorio dei santi Fermo e Rustico
Localmente nota come "oratorio di San Fermo, la chiesetta fu terminata non oltre il 1591 e non prima del 1583, anno in cui alcuni componenti della locale famiglia dei Mornico avevano ottenuto il beneplacito per la costruzione dell'edificio. Oltre ai santi Fermo e Rustico, la chiesa era in principio intitolata anche ai santi Ambrogio, Cecilia e Nicola da Tolentino. I cinque santi originariamente titolari dell'edificio religioso sono rappresentati in un ciclo scultoreo della pala dell'altare. Cecilia e Ambrogio sono raffigurati anche nelle vetrate più piccole che sormontano il portale d'ingresso, collocate ai lati della finestrona su cui è rappresentata la nascita di Maria. Anche queste vetrate sono databili non oltre la fine del Cinquecento.

#### Campanile dell'ex-chiesa di santa Maria Maddalena
Un'altra chiesa si trovava in località Prato San Pietro, ma per motivi viabilistici venne demolita e ricostruita ex novo. Della vecchia chiesa fu mantenuto solo il campanile, che oggi funge da spartitraffico tra due strade.

### Architetture civili
- Palazzo Fondra (XVII secolo), appartenuto all'omonima famiglia che, con i Mornìco, si contendeva il controllo dei forni in cui si fondeva il ferro.[10]
- Villa De Vecchi, costruita nel 1856 dall'architetto Sidoli[16] e attualmente in forte stato di degrado.[17]
- Ponte medievale (XIII-XIV secolo)[18]

## Società

### Evoluzione demografica
- 600 nel 1722[19]
- 421 nel 1771
- 547 nel 1805
- 986 dopo annessione di Bindo e Crandola nel 1809
- 782 nel 1853
- 852 nel 1861
- 1 014 nel 1881
- 960 nel 1901
- 997 nel 1921
- 1 102 nel 1931 dopo l'annessione di Bindo

Abitanti censiti

### Minoranze straniere
Secondo i dati ISTAT al 31 dicembre 2010, la popolazione straniera residente era di 85 persone, pari al 6,6% della popolazione residente. Questo l'elenco delle nazionalità maggiormente rappresentate:
| Pos. | Cittadinanza         | Popolazione |
| ---- | -------------------- | ----------- |
| 1    | Marocco              | 13          |
| 2    | Serbia               | 13          |
| 3    | Albania              | 10          |
| 4    | Togo                 | 9           |
| 5    | Bosnia ed Erzegovina | 9           |
| 6    | Croazia              | 9           |

## Comunità Montana
Fa parte della Comunità Montana della Valsassina.